# Menil Collection
La Menil Collection (in italiano Collezione Menil) è un museo progettato da Renzo Piano (1981-1987), situato in un quartiere residenziale di Houston formato da case unifamiliari e per questo adotta la forma orizzontale di padiglione, nel tentativo di integrarsi visivamente nel contesto.
Anche la scelta dei materiali per la finitura esterna è ragionata in quest'ottica.
L'immagine è quella di uno spazio domestico, volutamente anti-monumentale. L'interno è diviso in due sezioni: una adibita a laboratori, uffici e depositi, l'altra adibita a spazio espositivo, articolato in arte primitiva, arte contemporanea, pittura e scultura moderna. L'elemento essenziale del museo è costituito dai pannelli prefabbricati in ferrocemento, ripetuti trecento volte e studiati per garantire il massimo apporto di luce possibile. Si tratta di pannelli montati su una struttura leggera di copertura, il cui trattamento superficiale consente la riflessione della luce su entrambe le facce.
La luminosità è resa anche dalle pareti bianche e dal pavimento in legno scuro e questo conferisce all'edificio un carattere unico e di prestigio.
Le diecimila opere d'arte sono esposte a rotazione, solo per un mese all'anno, mentre per i restanti undici sono conservate in deposito sotto stretto controllo di umidità e luce.